# Březová-Oleško
Březová-Oleško – wieś i gmina w Czechach, w powiecie Praga-Zachód, w kraju środkowoczeskim. Według danych z dnia 1 stycznia 2013 liczyła 821 mieszkańców.